# Harri Reinert

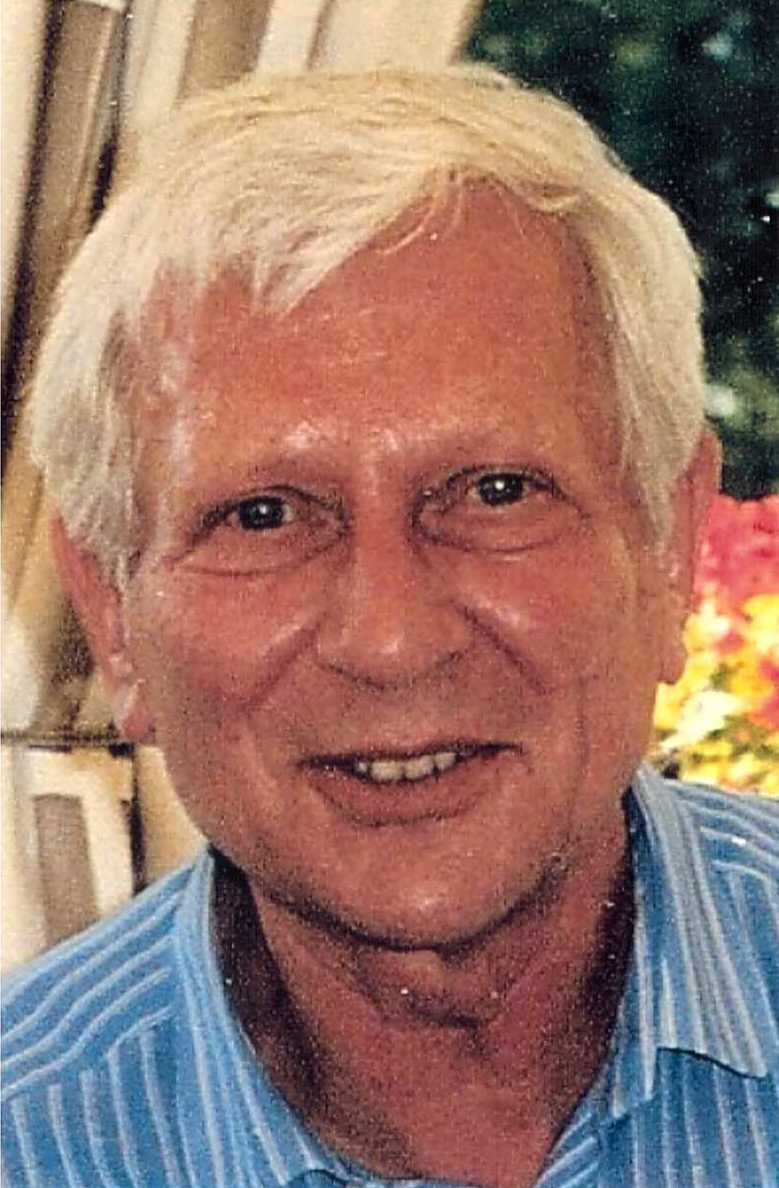
Harri Reinert

Harri Reinert (* 14. September 1929 in Berlin; † 31. März 2001 ebenda) war ein deutscher Politikwissenschaftler und Politiker (SPD). Besonders verdient machte er sich um den Auf- und Ausbau der Volkshochschule in Berlin-Spandau, die nach ihm benannt wurde.

## Leben und Wirken
Harri Reinert wurde am 14. September 1929 als Sohn des Kaufmanns Harry Alexander Reinert (1882–1951) und seiner dritten Ehefrau Klara Martha Thiele (* 1904) in Berlin geboren, wo er die Volksschule und die Hohenzollern-Oberschule in Berlin-Schöneberg besuchte. Nach Ausbombung und Umzug seiner Familie nach Zerbst/Anhalt besuchte er dort weiter die Schule, unterbrochen von Volkssturm- und Aufbaueinsatz, und legte schließlich 1948 das Abitur ab. Im selben Jahr zog die Familie wieder nach Berlin. Während der Blockade arbeitete Reinert beim Flugplatzbau. 1949 begann er ein Studium an der Freien Universität Berlin (FU), das er jedoch aus familiären Gründen abbrach. Stattdessen absolvierte er eine Ausbildung zum Kaufmannsgehilfen (Reisebüroexpedient) und arbeitete fünf Jahre in diesem Beruf.
Im Jahr 1955 folgte eine Wiederaufnahme des Studiums an der Freien Universität Berlin und der Deutschen Hochschule für Politik, dem späteren Otto-Suhr-Institut. Sein Studium der Fächer Politik, Neuere Geschichte und Staatsrecht schloss er im Wintersemester 1959/1960 als Diplom-Politologe ab. 1964 folgte die Promotion an der Philosophischen Fakultät der FU Berlin bei Ernst Fraenkel und Klaus Stern.
Auf seine 1966 als Beiheft Nr. 15 zum Jahrbuch für Amerikastudien unter dem Titel Vermittlungsausschuß und Conference Committees. Ein Beitrag zur Vergleichenden Lehre der Herrschaftssysteme veröffentlichte Dissertation wird bis heute in politikwissenschaftlichen Publikationen Bezug genommen.
Schon während des Studiums betätigte sich Reinert aktiv politisch. Er war SPD-Mitglied und Bezirksverordneter in Berlin-Schöneberg. Ab 1961 war er zunächst freier Mitarbeiter der Landeszentrale für politische Bildungsarbeit des Landes Berlin sowie des Presse- und Informationsamtes des Landes Berlin und ab 1963 Referent in der Landeszentrale für politische Bildungsarbeit.
Von 1969 bis 1991 hatte Reinert den Posten des Direktors der Volkshochschule Spandau inne. Unter seiner Leitung entwickelte sich die VHS zu einer professionalisierten Weiterbildungseinrichtung für alle Kreise des Bezirkes Spandau. 1991 trat er altersbedingt in den Ruhestand.

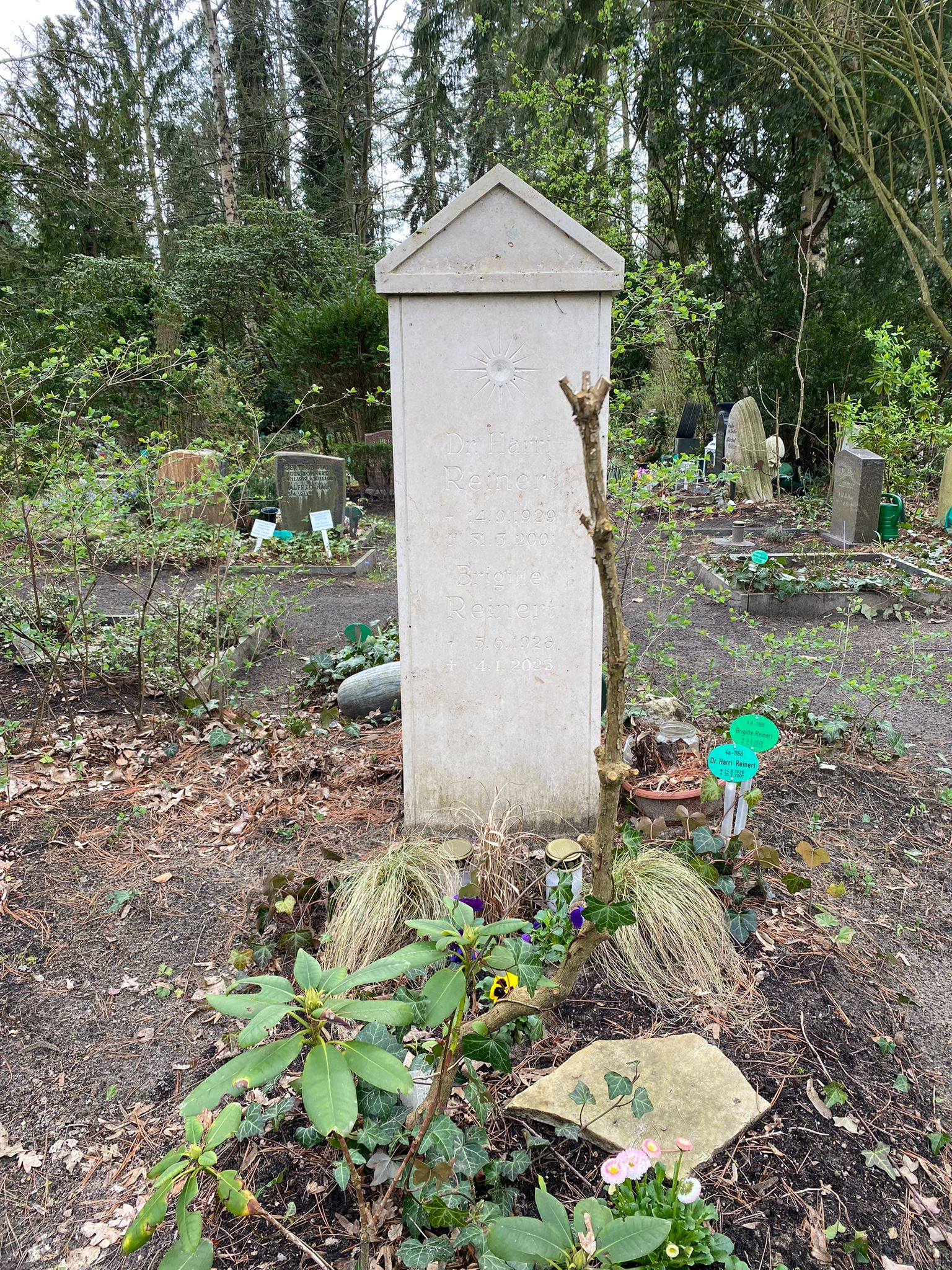
Grabstätte auf dem Parkfriedhof Lichterfelde

Harri Reinert starb am 31. März 2001 im Alter von 71 Jahren in Berlin und fand seine letzte Ruhestätte auf dem Parkfriedhof Lichterfelde. Er hinterließ eine Ehefrau und zwei erwachsene Kinder.

## Volkshochschularbeit
Reinert entwickelte die VHS Spandau aus den eher einfachen Anfängen ohne weitere wissenschaftlich-pädagogische Mitarbeiter zu einer voll ausgebauten Einrichtung mit breit gefächerten hauptamtlich geleiteten Programmbereichen, darunter Sprachen, berufliche Weiterbildung, Kunst, kulturelle Bildung, Soziologie und Gesundheitsbildung. Während das Angebot der VHS im Jahr 1969 nur 242 Kurse und Einzelveranstaltungen umfasste, waren es 1991 mehr als 600. Mit dieser Entwicklung ging auch eine bessere räumliche Ausstattung von nur einigen wenigen eigenen Räumen zu einem eigenen Unterrichtsgebäude einher, was nach und nach eine Umstrukturierung der Kursangebote von weit überwiegend Abendkursen zu mehr Tages- und Wochenendkursen und mehr Kompaktkursen ermöglichte.
Es wurden viele Aufgabenbereiche eingerichtet, die auch heute noch eine bedeutende Rolle in der Arbeit der VHS spielen: Zielgruppenorientierte Lehrgänge für Frauenbildung, Integrationskurse für ausländische Mitbürger, berufsbezogene Bildung, Abnahme von bzw. Hinführung zu Abschlussprüfungen (staatlich anerkannte Abschlüsse im Rechnungswesen und in der Computeranwendung), Elektronikkurse mit einer Prüfung des Heinz-Piest-Instituts, Sprach- und Informatikkurse mit der Möglichkeit, ein Zertifikat des Deutschen Volkshochschul-Verbandes oder internationale Sprachzertifikate wie das Cambridge Certificate (Englisch) und das DELF-Zertifikat (Französisch) zu erwerben.
Dank seines rhetorischen Talentes, seiner politischen Erfahrung und seiner juristischen Kenntnisse konnte Reinert die Interessen der Volkshochschule in den übergeordneten entscheidenden Gremien (Volksbildungsausschuss, Bezirk, Land Berlin) erfolgreich vertreten. Er war Mitglied der Arbeitsgemeinschaft Berliner Volkshochschuldirektoren und Mitbegründer der Gesellschaft zur Förderung der Volkshochschulen in Berlin e. V.

## Namensgebung für die Volkshochschule Spandau

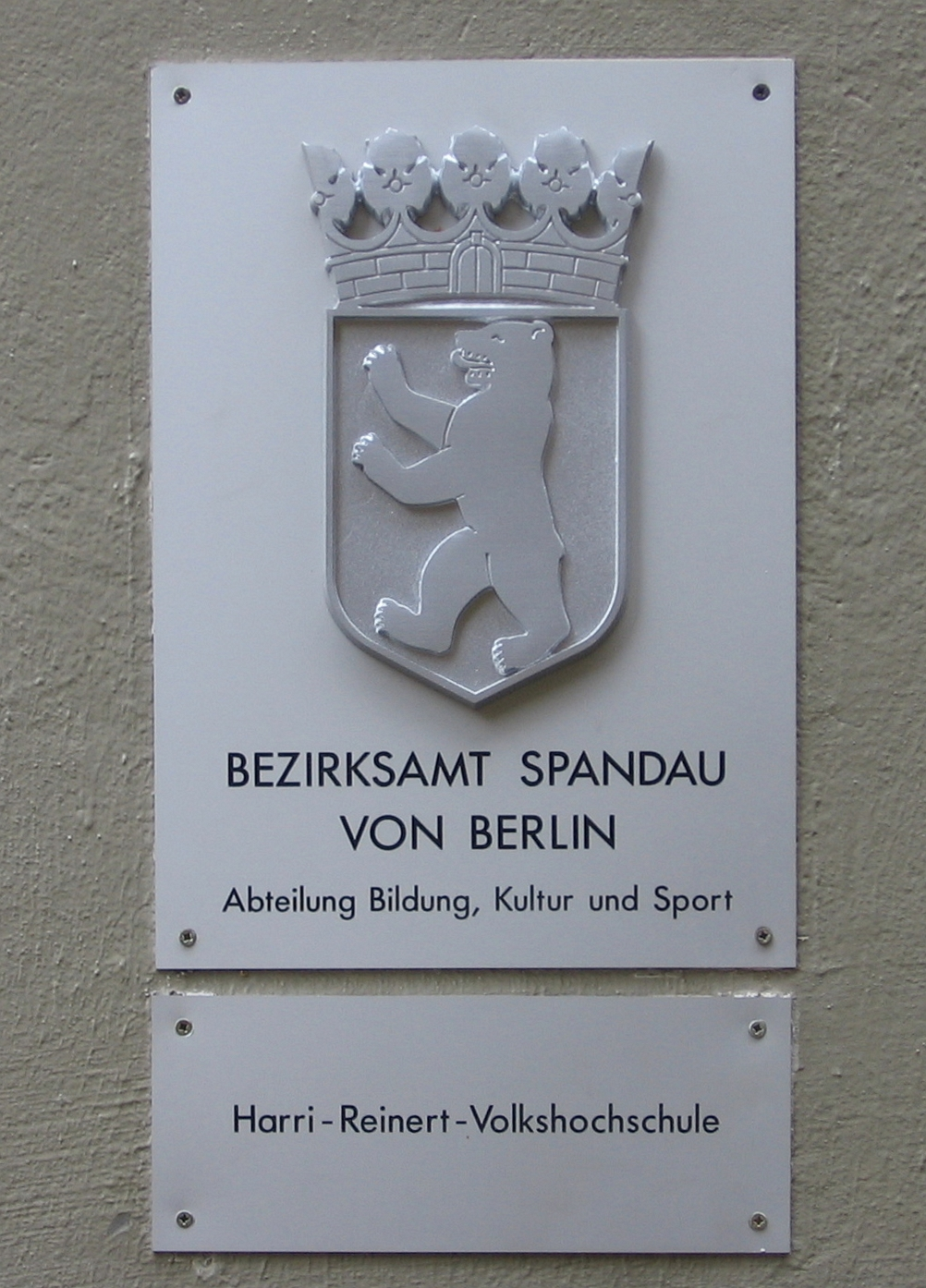
Namensschild am Gebäude der Volkshochschule Spandau

Am 26. November 2008 entschied die Bezirksverordnetenversammlung einstimmig, das Bezirksamt zu beauftragen, die Volkshochschule Spandau in "Harri-Reinert-Volkshochschule" umzubenennen. Am Festakt zur Namensgebung am 17. Juni 2009 nahmen neben zahlreichen anderen geladenen Gästen der Bezirksbürgermeister Konrad Birkholz und der Bezirksstadtrat für Bildung, Kultur und Sport Gerhard Hanke teil. Das Berliner Abendblatt brachte einen Artikel über die bevorstehende Veranstaltung auf der Titelseite vom 13. Juni 2009, und der lokale Fernsehsender Spandau-TV berichtete über das Ereignis.

## Ehrung
- 2009: Benennung der VHS Berlin-Spandau in Harri-Reinert-Volkshochschule

## Veröffentlichungen
- Die nachfolgende Feststellung des englischen Autors L.S. Amery in dessen Buch "Thoughts on the Constitution" soll auf ihre Bedeutsamkeit für das Verständnis des Regierungssystems Großbritanniens und der Bundesrepublik untersucht werden. Berlin 1959, OCLC 918209668 (Diplomarbeit).
- Otto-Suhr-Institut an der Freien Universität Berlin und Landeszentrale für politische Bildungsarbeit Berlin (Hrsg.): Die Demokratie schützt sich: Parteiverbote in der Bundesrepublik. Berlin-Schöneberg 1960, OCLC 250331664.
- Parlamentarische Vermittlungsausschüsse: Unter besonderer Berücksichtigung der Conference-Committees des Kongresses der USA und des Vermittlungsausschusses nach Art. 77 des Grundgesetzes der Bundesrepublik Deutschland. Berlin 1964, OCLC 720400061 (Dissertation).
- Vermittlungsausschuß und Conference Committees: ein Beitrag zur Vergleichenden Lehre der Herrschaftssysteme. Carl Winter Universitätsverlag, Heidelberg 1966, OCLC 1070719220.